# Betty Fibichová
Betty Fibichová, de soltera Betty Hanušová (Praga, 1846 - 1901) fou una contralt txeca, esposa del compositor Zdeněk Fibich.
Es dedicà a l'estudi del cant dramàtic i debuta el 1868, amb èxit clamorós, en estrenar-se l'òpera Lejla, del compositor Karel Bendl, en el teatre Provisional de Praga. Acceptà el contracte ofert per aquella empresa, transformada més tard en el Teatre Nacional. La seva veu de contralt, de timbre i caràcter altament dramàtic, i el seu talent musical, la van situar aviat entre les intèrprets més típiques de l'art dramàtic txec.
Entre els seus rols més encertats s'ha d'anomenar: el de Ratmir a Ruslan i Liudmila, Fides a Le Prophète, Nancy a Martha, Orsino a Lucrezia Borgia i Azucena a Il Trovatore. A més, creà una sèrie de rols dramàtics en les òperes txeques de Bedřich Smetana i del seu espòs.